# Дневник Коли Синицына
«Дневник Коли Синицына» — повесть для детей детского советского писателя Николая Носова, созданная в 1950 году.
Повесть продолжает наполненную добрым юмором серию рассказов о двух друзьях: учениках начальной школы — Мише и Коле. Это вторая повесть из этой серии, первой была опубликованная годом ранее повесть «Весёлая семейка». 

## Описание
Как и в первой повести, и в отличие от более ранних рассказов, чисто детские развлечения Миши и Коли тут сменяются более серьёзными занятиями, готовящими детей к будущей трудовой деятельности, что отражает общие тенденции того времени. Если в первой повести дети собрали инкубатор и выращивали цыплят, здесь герои ухаживают за пчёлами на пасеке.
Дневник Коли Синицына не только содержит фактический материал — основы пчеловодства, поданные в доступной для детей форме, но и подчёркивает радость созидания и сопровождающего это созидание приобретение знаний. Наблюдая за пчёлами, Коля Синицын делает собственные выводы, часто абсурдные и смешные, после чего его, деликатно и без нажима поправляют взрослые. 
Профессор Хельсинкского университета Бен Хеллман обращает внимание на первые три дневниковые записи, в которых мальчик описывает отсутствие событий, и характеризует их как замечательный рассказ о подготовительной фазе творческого процесса.

## Персонажи повести
- Коля Синицын — главный герой повести, пионер, член кружка юннатов
Мама Коли Синицына
Папа Коли Синицына
Павлик Грачёв — друг Коли. Пошёл вместе с ним и Серёжей в деревню Шишигино, чтобы ловить пчёл ловушкой
Серёжа — друг Коли
Юра Кусков — звеньевой пионерского звена, в которое входил Коля Синицын
Толя Песоцкий — один из членов кружка юннатов. В его сарае делали улей
Гриша Якушкин — один из членов кружка юннатов. Предложил сделать улей и развести там пчёл
Федя Овсянников — один из членов кружка юннатов, предложивший в качестве работы на лето собирать почтовые марки. Филателист
Женя Шемякин, Витя Алмазов — члены кружка юннатов
Дядя Алёша — родственник Коли. Предложил Коле поймать пчёл ловушкой
Тётя Поля — жительница деревни Шишигино, у которой должны были жить Коля, Павлик и Серёжа
Галя — пионервожатая школы, в которой учился Коля
Нина Сергеевна — учитель биологии, руководитель кружка юннатов
Пчеловод — добрый дедушка, отдавший рой своих пчёл Коле, Серёже и Павлику

## Сюжет
Главный герой повести — школьник Коля Синицын. Известно, что он пионер и отличник (в первой записи он сообщает, что «перешёл в следующий класс с одними пятёрками»), член кружка юных натуралистов. Повесть представляет собою его дневник, первая запись в котором датирована 28 мая, а последняя — 29 июля (то есть Коля вёл дневник чуть более двух месяцев).
Коля Синицын на летних каникулах завел дневник, в котором собирался фиксировать «разные интересные случаи» из своей жизни, а также записывать свои мысли («Буду думать о разных вещах, и, как только в голову придёт хорошая мысль, я тоже её запишу»). Через несколько дней на сборе пионерского звена, состоявшемся после занятия кружка юннатов, Гриша Якушкин предложил звену «работу на лето» — изготовить улей и разводить пчёл. Далее в книге рассказывается о различных сопряжённых с этим приключениях. Ребятам удалось вывести пчёл, о них написали в газете, и звено стало получать письма от других пионеров и школьников, которые тоже решили разводить пчёл.
В конце книги школьники решают, что будут разводить пчёл, когда станут взрослыми, даже если их будущая профессия не будет связана с пчеловодством. Сам Коля планировал разводить пчёл в Арктике, где он в будущем собрался работать.